# سنگ محک (استعاره)
به عنوان یک استعاره، سنگ محک به هر معیار فیزیکی یا فکری گفته می‌شود که با آن اعتبار یا شایستگی یک مفهوم را می‌توان آزمایش کرد.
این کلمه توسط متیو آرنولد در «پیشگفتار جلد ۱۸۵۳ اشعار» (۱۸۵۳) وارد نقد ادبی شد تا قسمت‌هایی کوتاه اما متمایز را که از نوشته‌های بزرگ‌ترین شاعران انتخاب شده بود، برای تعیین نسبی به کار برد.
آرنولد این روش ارزیابی را به‌عنوان اصلاحی برای برآوردهای «اشتباه‌آمیز» اشعار با توجه به اهمیت «تاریخی» آن‌ها در توسعه ادبیات، یا با توجه به جذابیت «شخصی» آنها برای یک منتقد پیشنهاد کرد.
آرنولد واژه سنگ محک را در مقاله‌اش مطالعهٔ شعر دربارهٔ معیارها و موازین ادبی به کار برده‌است.

## منشأ اصطلاح
سنگ محک یک قرص کوچک از سنگهای تیره مانند سنگ فیلد ،سنگ ورقه ای یا لیدیت است که برای سنجش آلیاژهای فلزات گرانبها استفاده می‌شود. دارای سطح دانه ریز است که فلزات نرم اثری قابل مشاهده بر روی آن باقی می‌گذارند.

## در ادبیات
به عنوان مثال در ادبیات، شخصیت تاچ استون در اثر شکسپیر همان‌طور که دوست دارید، توصیف می‌شود: «احمق عاقلی که به عنوان نوعی راهنما یا نقطه مرجع در سراسر نمایشنامه عمل می‌کند».